# Vicente Rotger Buils
Vicente Rotger Buils (Alaior, 1916 - Palma, 2 de juliol del 2014) fou un empresari menorquí, dedicat al món editorial, al turisme i l'agricultura. Resideix a Palma des de 1924. Inicià les seves activitats dins l'empresa Rotger i creà el Grup Rotger, del qual és el president.
Va ser uns dels primers editors de postals de vistes de Mallorca, fet que va servir per promoure turísticament l'illa. També va ser dels primers a importar premsa i publicacions estrangeres. A més de la seva feina al grup de publicacions, ha participat en la creació d'hotels com Son Vida, Bellver i d'altres, tant a Mallorca com a Menorca. També ha fet inversions de caràcter agrícola a finques de Mallorca, com Son Ripoll i Sa Font, i Santa Catalina a Menorca.
Dins l'àmbit del mecenatge, va fundar l'Espai Cultural Rotger a la seva casa natal d'Alaior, que és una escola de música on s'imparteixen classes de diversos instruments musicals i de cant. És també l'organitzador del concert d'estiu que es fa a Son Ripoll des de 1984, de gran repercussió social. Pel seu paper en la promoció i la difusió de la cultura i el seu caràcter emprenedor, ha estat guardonat amb premis i distincions com la Medalla de la Cambra de Comerç, Indústria i Navegació de Mallorca, Eivissa i Formentera (1991) o la Placa del Consell Insular de Menorca (1998) per la seva tasca de protecció i ajuda a l'illa, a més de diferents distincions i homenatges dins l'àmbit editorial i empresarial. El 2004 va rebre el Premi Ramon Llull.

## Obres
- Les memòries de Vicenç Rotger (1994)
- Els poemes de Son Ripoll (2004)